# Kanton Romilly-sur-Seine-2
Romilly-sur-Seine-2 is een voormalig kanton van het Franse departement Aube. Het kanton maakte deel uit van het arrondissement Nogent-sur-Seine.
Het kanton omvatte uitsluitend een deel van de gemeente Romilly-sur-Seine totdat de gemeente op 22 maart 2015 werd samengevoegd in het op die dag gevormde kanton Romilly-sur-Seine.